# PortAventura World
«Порт Авентура» (исп. Port Aventura) — комплекс парков развлечений, а также европейский курорт в Испании. Расположен в районе Таррагоны, неподалёку от Салоу, примерно в часе езды на Юг от Барселоны.
Это самый большой курорт на юге Европы. В пределах 30 минут езды находятся два аэропорта, включая международный аэропорт города Реус. Железнодорожная станция рядом с «Порт Авентура» соединяет парк с Барселоной и Салоу. В 2012 году его посетили около 3,5 млн туристов. Порт Авентура является самым посещаемым парком развлечений в Испании и Европе.

## История и управление
«Порт Авентура» был спроектирован и построен в результате сотрудничества двух британских компаний — Tussauds Group и Anheuser-Busch, а также при участии La Caixa в 1995 году. В 1998 году Universal Studios выкупила большую часть акций парка и переименовала парк в Universal’s PortAventura. Уже к 2002 году там были построены два отеля и аквапарк «Коста Карибе», а сам парк с этого момента стал называться Universal Mediterranea. В 2004 году NBC Universal, материнская компания Universal Studios, продала «Порт Авентура». В 2005 году La Caixa получила контроль над компанией в результате продажи всех акций NBC Universal, после чего проекту было возвращено имя «Порт Авентура».
С момента создания парк постоянно совершенствуется и расширяется. В настоящее время курорт включает в себя два парка развлечений (Порт Авентура Парк, Ferrari Land), аквапарк («Коста Карибе»), поле для гольфа (Mediterránea Beach&Golf) и шесть тематических отелей. В декабре 2013 года инвестиционный фонд KKR приобрел 49,9 % активов «Порт Авентура», в то время как Investindustrial продолжает владеть 50,1%.
|                               | 2012      | 2013      | 2014      | 2015      | 2016      | 2017      | 2018      | 2019      | 2020    |
| Посещение парков              | 3,703,217 | 3,700,000 | 3,819,474 | 3,940,444 | 3,896,901 | 4,715,088 | 4,962,512 | 5,179,104 | 847,461 |
| Посещение парка Порт-Авентура | 3,439,444 |           | 3,494,998 | 3,499,375 | 3,528,908 | 3,607,937 | 3,589,918 | 3,765,301 | 656,832 |
| Международные визиты          | 35%       | 38%       | 36%       | 33%       | 33%       | 33%       | 36%       | 36%       | 13%     |

## Развитие
В апреле 2014 года «Порт Авентура» представил публике новый аттракцион семейного типа — «Ангкор: приключения в затерянном королевстве». Вдохновлённый джунглями Азии, этот проект состоит из нового водного аттракциона типа boat ride, а также стал европейским эталоном как по своей протяжённости (300 метров), так и по фантастической тематике. Новый аттракцион, расположенный в зоне Китая, вместе с «Шамбалой» (самая высокая в Европе американская горка) равняется на камбоджийский храм Ангкор-Ват, который считается крупнейшим в мире религиозным сооружением.
Помимо нового аттракциона, летом 2014 года «Порт Авентура Мир» принял у себя ещё одну новинку: выступление Cirque du Soleil с его шоу Коза, которое собирает около 2400 зрителей каждый день. «Порт Авентура Мир» — первый европейский курорт, который принимает у себя Cirque du Soleil.
7 апреля 2017 года открылся тематический развлекательный комплекс Ferrari Land — аналог Ferrari World в Абу-Даби.

## Порт Авентура Парк
«Порт Авентура Парк» разделён на шесть тематических зон, каждая из которых представляет одну из исторических цивилизаций, достоверно воспроизводя характерные каждой культуре черты. С 1995 по 2010 год в парке было 5 зон, в 2011 году открылась «Сезам Авентура» (детская зона).

### Средиземноморье
«Средиземноморье» — первая часть парка, куда попадают посетители из главного входа. В «Средиземноморье» сосредоточено большое количество ресторанов, кафе, сувенирных магазинов. В этой части парка находится аттракцион Furius Baco (открыт в 2007 году), разгоняющийся до 135 км/ч (максимальная скорость) за 3,5 секунды. Здесь существует ограничение по росту: минимальный — 1,40 м, максимальный — 1,95 м.

#### Представления
- Парад Сезам
- Фиест Авентура

##### Хэллоуин
- Ночь Хэллоуина
- Парад Хэллоуин

##### Рождество
- Прибытие королевских посланников
- Рождественский парад
- Шествие волхвов

### Дикий запад
В этой части парка все сделано в оформлении времён освоения Дикого Запада Америки. Особый интерес в тематической зоне вызывают следующие аттракционы: Silver River Flume (водный аттракцион, представляющий собой реку с перепадами высот), Stampida (деревянные американские гонки на вагонетках, движущихся по параллельным маршрутам), Tomahawk (деревянные американские горки на одиночных вагонетках), Grand Canyon Rapids (водный аттракцион, где посетителям предлагается проехать по горной реке на большом баллоне.).

#### Представления
- Дикий-дикий Запад
- Салон Рокси

##### Хэллоуин
- Ужасы кающегося
- Любовь вампиров
- Дикий дикий Хэллоуин
- Вампиры: вечернее шоу

##### Рождество
- Рождество с Бетти Буп
- Рождественская мечта
- Рождественское Евангелие
- Порт Авентура во льду
- Чемпионы на льду

### Мексика
В этой части парка находятся аттракционы и множество кафе мексиканской кухни.
В этой зоне находится один из самых новых (2006 год) и популярных аттракцион Авентуры — Hurakan Condor. Высота 115 м, свободное падение 86 м. Ограничение по росту: минимальный — 1,40 м, максимальный — 1,95 м. Также на территории данной зоны находится аттракцион El Diablo — Tren de la Mina — американские горки по протяжённому маршруту, без резких перепадов высот.

#### Представления
- Храм огня

##### Хэллоуин
- Ритуал майя
- Храм огня: проклятие майя

##### Рождество
- Волшебный лес
- Праздник Рождества

### Китай
Аттракцион Dragon Khan (Дракон Хань) является достопримечательностью парка развлечений. Длина маршрута — 1269 метров, на маршруте есть 8 мёртвых петель. Время — 1 мин 45 сек. Ограничение по росту — 140 см.
12 мая 2012 года состоялось открытие новых горок «Шамбала» (Shambhala), бьющих все рекорды скорости и высоты. Аттракцион бьёт три европейских рекорда:
1. Самые высокие горки в Европе (76 метров);
2. Американские горки с самым длинным падением (78 метров);
3. Самый быстрый европейский hypercoaster (горки с высотой от 60 до 90 м, без переворачивающих элементов и с запуском с горы) Он достигнет 134 км/ч уже на первом спуске.

Аттракцион представляет 5 camelbacks (подъёмов во время пробега), наименьший из которых имеет высоту эквивалентную 7-этажному зданию. На каждом из этих camelbacks пассажиры испытывают эффект "потери контакта с сиденьем", известный как air time. Это похоже на резкие перепады уровня на грунтовой дороге, но гораздо более интенсивные.
На аттракционе работают 3 поезда с 32 местами каждый, которые могут пробегать по маршруту одновременно. Ограничение по росту: минимальный — 1,40 м.

#### Представления
- Шоу мыльных пузырей
- Мы — поколение музыки

Хэллоуин:
- Тайна 3 — Воскресение
- Рок симфония — тайна

Рождество:
- Рождественский подарок
- Зима. Магия. Мыльные пузыри

### Полинезия
Театрализованное шоу, аттракционы, кафе, оформление переносят посетителей в Полинезию.
В Полинезии примечателен аттракцион Tutuki Splash, представляющий собой лодку, которая проплывёт в пещерах и съедет с двух спусков.
Здесь находится кинотеатр 4D Sea Odisea. Захватывающий сюжет никого не оставит равнодушным.

#### Представления
- Алоха Таити
- Райские птицы
- Одеяния Бора-Бора
- Морская Одиссея 45D

Хэллоуин:
- Джунгли страха
- Гости тьмы

Рождество:
- Рождество на Бора-Бора

### Сезам-Авентура
Страна детей, где есть аттракционы для самых маленьких посетителей. Самолётики, которые ездят по рельсам над зоной Сезам, а также свободное падение (замедленное, низкое), карусель «аэроплан», управляемые рыбки и многое другое.

#### Представления
- Полет с Сезам Авентура

Хэллоуин:
- Хэллоуин в Сезам Авентура

Рождество:
- В Сезам Авентура Рождество уже наступило!

## Ferrari Land
«Ferrari Land» — это парк развлечений, который является частью курорта «Порт Авентура Мир». Его площадь равна 60 тыс. кв. м.

## Аквапарк «Коста Карибе»
«Коста Карибе» — это аквапарк, который является частью курорта «Порт Авентура Мир». Его площадь равна 50 тыс. кв. м. Аквапарк выполнен в стиле Карибского бассейна, где есть все необходимое для отличного отдыха — пляжи, пальмы, латиноамериканская музыка и регги, а также многочисленные магазины и рестораны. 18 мая 2013 года состоялось открытие новой расширенной версии Самого Высокого в Европе Водного Тобоггана (водная горка с открытым верхом) — король Кахуна.

### Аттракционы
- Король Кахуна: самая высокая в Европе горка свободного падения высотой 31 метр, что равнозначно 12-этажному зданию. Наклон горки составляет 55°, а скорость спуска достигает 6 метров в секунду. Есть фотоотчет.
- Тропический Циклон: тобогган высотой 19,64 метров, общей протяженностью волнообразной трассы более 100 метров, с 2 перепадами высоты.
- Быстрая Гонка: горка с 6 дорожками, где также присутствуют перепады высот, а также есть водопады. Спуск осуществляется с помощью особой подстилки-матраса.
- Пляж Сезам: Детский бассейн имеет два уровня глубины: 50 см и 30 см. Одним из центральных элементов этой зоны является пиратский корабль с 4 горками, а также персонажи Улицы Сезам. Рядом с детским бассейном расположен Splash Pad — небольшая игровая зона с интерактивными водными струями, которые так привлекают детей.
- Райский Пляж: Соединен с детским бассейном, но расположен уровнем выше, тем самым создавая водопад, спускающийся прямо в детский бассейн. Также, там есть водные источники, напоминающие джакузи.
- Кайо Куки, игровая зона с многочисленными водными струями и водными фигурами, появляющимися неожиданно.
- Пиратский Галеон, пиратский корабль с персонажами Улицы Сезам, построенный специально для самых маленьких посетителей парка. 4 горки спускаются прямо в детский бассейн.
- Бермудский треугольник, бассейн с искусственными волнами.
- Пляж Багама, зона отдыха напротив «Бермудского треугольника».
- Внутренняя зона, внутренний бассейн, где можно скрыться от солнца. С потолка здесь спускаются водные струи, также есть игры для самых маленьких.
- Мамбо Лимбо, 2 тобоггана высотой 12 метров, с плавным спуском. Подходит для всех. Выход на спуск он делит с «Барракудами».
- Барракуды, 2 горки высотой 20 метров с плавным спуском. Используется специальный матрас-подстилка для двоих или одного. Зелёная горка имеет как открытие, так и закрытые части. Выход на спуск разделяет с Мамбо Лимбо.
- Тайфун, 2 тобоггана закрытого типа, которые начинаются на высоте 15 метров над землёй и имеют много неожиданных поворотов и изменений высот. Движение происходит в полной темноте.
- Сумасшедший Рио, спокойная река, которая проходит через старую часть Порт Авентура (туда не входит зона, открытая в 2013 году), включает в себя многочисленные источники и разнообразные водные эффекты. Спуск происходит на специальных матрасах.
- Лагуна Вуди, детский бассейн со специальной структурой и горками в центре, присутствуют освежающие водные эффекты.
- Торренте, лодки, рассчитанные на 4 человек спускаются по каналу с многочисленными изгибами и поворотами. Путешествие заканчивается в бассейне. Общая протяженность составляет порядка 200 метров.

## Галерея
- Вход на станцию Furius Baco
- Ferrari Land
- Tutuki Splash
- отель
- Аквапарк
- отель
- поезд